# Ebenezer Howard
Ebenezer Howard (City de Londres, 1850 - 1928) fue un urbanista británico conocido por ser fundador del movimiento urbanístico de la Ciudad Jardín.

## Primeros años
Nacido en la calle Fore, de la City, fue hijo de un panadero. Influido por un tío granjero, Howard viajó a Estados Unidos de América desde Inglaterra, con dos amigos,a la edad de 21 años y se estableció en Nebraska. Más tarde, se mudó a Chicago y trabajó como reportero por un tiempo. Durante su estancia en Estados Unidos, se relacionó con algunos poetas, entre ellos se encuentran Walt Whitman y Ralph Waldo Emerson. Todo esto ejerció una base para que Howard comenzara a pensar acerca de métodos para mejorar la calidad de vida.
En 1876 vuelve a Inglaterra, donde se establecerá para el resto de su vida trabajando en la oficina de periodistas oficiales del Parlamento, donde se dedicará a registrar los debates, discursos y comisiones.

## Influencias y pensamiento
Howard se instruyó en profundidad y libros como la novela utópica Looking Backward del novelista Edward Bellamy además de otros libros de temática social forjaron las bases de su pensamiento.

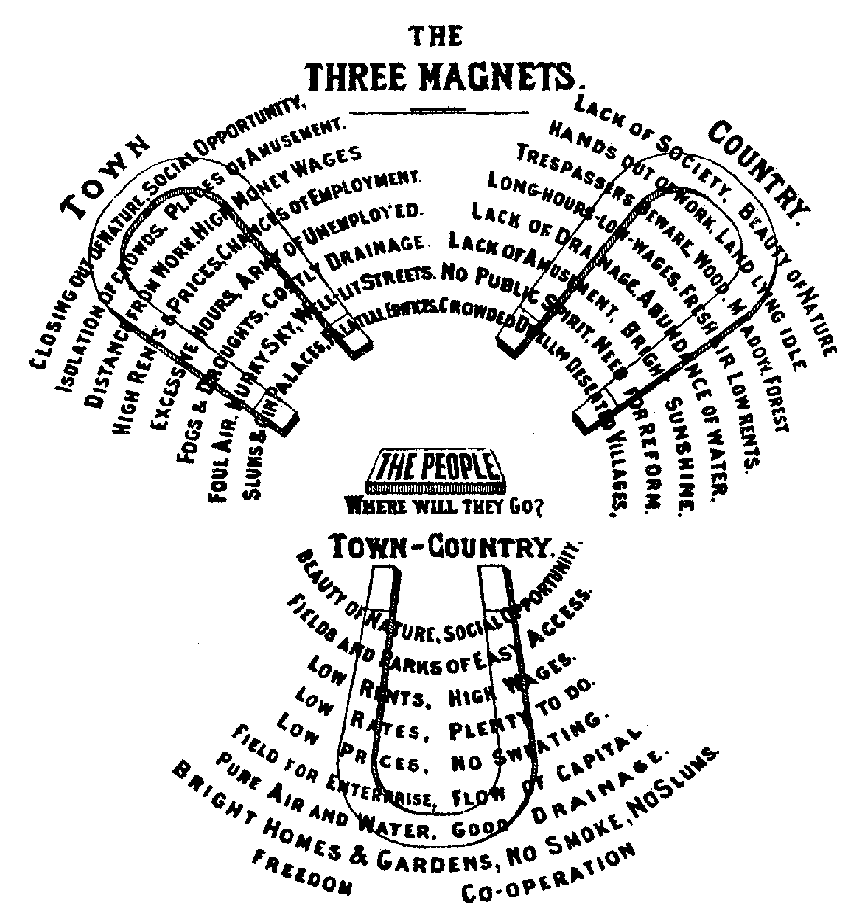
'Los Tres Imanes' (The Three Magnets) es una didáctica que representa a la ciudad y al campo, cada uno como un imán, con sus virtudes y defectos y a las personas como alfileres. A partir de esta analogía, Howard plantea un tercer imán (campo-ciudad) que recoge las virtudes de los anteriores, lo suficientemente atractivo como para atraer a las personas.

Como resultado de sus investigaciones, publicó en 1902 «Ciudades Jardín del mañana», su conocido tratado de urbanismo que dio origen a un nuevo modelo urbanístico llamado ciudad-jardín. Sus conceptos sociológicos y urbanísticos se contienen en ese libro  cuya versión corregida y completa apareció en 1902. Este modelo fue propuesto como reacción a la falta de vivienda obrera y a la necesidad de establecer un nuevo concepto de ciudad con un sistema organizativo diferente. Básicamente, este modelo consiste en una comunidad establecida en un entorno natural y por lo tanto separada de la gran urbe, pero bien comunicada con ella por medio del ferrocarril, en la que los habitantes disponen de una cierta autonomía con respecto a la urbe. Esta ciudad ideada por Howard, está formada por un espacio público central en torno al cual se establecen las viviendas con un alto porcentaje de zonas verdes que a su vez están rodeadas por una avenida circular donde se establecen escuelas, comercios y edificios representativos. La parte exterior de la ciudad se encontraba reservada a las industrias a partir de las cuales existiría una espacio verde propiedad de la comunidad para impedir las ampliaciones futuras por parte de especuladores inmobiliarios.
Este concepto de ciudad que mimetizaba todas las ventajas de la ciudad con todas las ventajas que ofrece conllevaba además un modelo económico social que permite a los residentes formar parte de la comunidad aportando una pequeña contribución periódica que se reinvierte en la misma comunidad.
Algunos ejemplos de ciudad jardín se pueden ver actualmente en Inglaterra, como Letchworth, Welwyn y en EE. UU., Radburn. Como muchas utopías, acabó desvirtuándose la idea de ciudad-jardín, convirtiéndose éstas en ciudades satélite.

## Materialización de la idea
Howard fundó en 1899 la Garden Cities Asociation que desarrolló en 1903 la primera ciudad-jardín: Letchworth. Esta ciudad fue construida por los arquitectos Barry Parker y Raymond Unwin en el norte de la ciudad de Londres.
Más tarde, estableció relaciones con arquitectos alemanes como Hermann Muthesius y Bruno Taut permitió desarrollar los principios de salubridad y habitabilidad en numerosos proyectos de viviendas en Weimar.